# Igor Gouzenko
Igor Sergejevitj Gouzenko född 13 januari 1919 i Rogatjov, Sovjetunionen, död 28 juni 1982 i Mississauga, Kanada, var en tjänsteman vid sovjetiska ambassaden i Ottawa, Kanada som arbetade med chiffer. Den 5 september 1945 hoppade han av till väst med 109 dokument om sovjetiska spionageaktiviteter i väst.
Gouzenkos avhopp avslöjade Josef Stalins försök att stjäla hemligheter angående kärnvapen, och den då okända tekniken att plantera ut så kallade sovande agenter. "Gouzenkoaffären" var en av orsakerna till att synen på Sovjetunionen förändrades från en allierad till en fiende och en bidragande orsak till starten av kalla kriget.
Gouzenko föddes i Vitryssland. 1943 blev han stationerad i Ottawa, där han i två år avkodade utgående meddelanden och dechiffrerade inkommande meddelande för GRU. Hans position gav honom kunskaper om Sovjets spionage i väst.
1945 fick han meddelande om att hans familj skulle sändas hem till Sovjetunionen vilket gjorde att han hoppade av till väst. Gouzenko gick ut genom ambassadens dörr med en portfölj innehållande Sovjets kodbok och dechiffreringsmaterial. Han gick först till polisen som vägrade att tro på hans historia. Då vände han sig i stället till tidningen Ottawa Journal, som inte heller var intresserade, och i stället föreslog att han skulle gå till justitieministern där det inte fanns någon i tjänst. Rädd att Sovjet hade upptäckt hans avhopp gick han tillbaka till sin lägenhet och gömde sin familj hos en granne. Nästa dag kunde han inte finna någon hos polisen som var villig att undersöka bevisen som han medförde från den sovjetiska ambassaden. Han transporterades till den hemliga Camp X där han intervjuades av personal från MI5 och FBI.
Gouzenko och hans familj fick en annan identitet och Gouzenko skrev två böcker, This Was My Choice, en bok om hans avhopp, och en roman The Fall of a Titan. När han åkte runt för att lansera sin roman i olika teveprogram brukade han bära en vit huva för att skydda sin identitet.
Gouzenko dog av hjärtattack 1982.